# Balfre Vargas Cortez
Balfre Vargas Cortéz (San Marcos, Guerrero; 30 de enero de 1959-Ciudad de México; 26 de noviembre de 2020) fue un político mexicano, miembro del Partido de la Revolución Democrática.

## Biografía
Fue maestro de educación secundaria y obtuvo un diplomado en planeación estratégica. Fue Secretario de Pensiones y Jubilaciones del Sindicato Nacional de Trabajadores de la Educación y Subdirector de Integración Programática por la Secretaría de Educación Pública. Además, fue Subdelegado de Desarrollo Social y director General de Participación Ciudadana por la delegación Azcapotzalco. Fue diputado a la Asamblea Legislativa del Distrito Federal en la IV Legislatura y diputado federal en la LXI Legislatura del Congreso de la Unión de México por el III Distrito Electoral Federal del Distrito Federal.
Murió el 26 de noviembre de 2020 a causa de la enfermedad por coronavirus.